# Меркине
Меркине (лит. Merkinė, также существует русское наименование — Меречь, распространён вариант Мяркине,   название на идиш מערעטש ) — город в Варенском районе Алитусского уезда Литвы, в прошлом — местечко. Центр староства Меркинес. Населённый пункт расположен на слиянии двух рек: Немана и Меркис.

## История
Меркине впервые упоминается как населённый пункт в XIV веке в описаниях походов крестоносцев. Сведения о первых поселениях евреев в окрестностях места датируются 1539 годом. 7 декабря 1569 года, согласно Магдебургскому праву и герб с изображением единорога, Меркине получил статус города.
В начале XVII века здесь основали монастырь доминиканцев. В 1676 году гетман Михал Казимир Пац основал в Мерече иезуитскую миссию, которую в 1755 году превратили в резиденцию. С 1696 года работала иезуитская школа. В 1742—1746 годах иезуиты построили деревянный костел Святого Креста.
В 1648 году в Меркине умер король польский и великий князь литовский Владислав IV.
С 1791 года — центр Мерецкое уезда. После второго раздела Речи Посполитой (1793) образовалась Мерецкое воеводство.
В начале 1920-х годов в Мерече располагался секретный штаб четвертой оперативной группы, подчиненной Белорусской социал-революционной партии. Командиром группы был Вячеслав Разумович под псевдонимом «Туча». Штаб состоял из ксендзов Бакшица и Блазуелиса, профессора гимназии Корчинского и Разумовича. Группа сотрудничала с Генеральным штабом литовской армии и в случае войны между Польской Республикой и Литвой должна была выступить на литовской стороне.

## Достопримечательности
В Меркине находится римско-католический Костёл Успения Пресвятой Девы Марий (на илл.), построенный в XV столетии и выполненный в стиле готики с элементами ренессанса и барокко. Кроме того, в городе есть православная церковь, которая в настоящее время работает как музей.